# Аугушту, Джессика
Джессика де Барруш Аугушту (порт. Jéssica de Barros Augusto; род. 8 ноября 1981 года в Париже, Франция) — португальская легкоатлетка, которая специализируется в беге на длинные дистанции и беге по пересечённой местности. Многократная чемпионка Европы по кроссу.
Выступления на международных соревнованиях начала в 2000 году. Заняла 32-е место на чемпионате мира по кроссу 2000 года в забеге юниорок. В этом же году выступила на чемпионате мира среди юниоров, на котором бежала дистанции 1500 и 3000 метров. Победительница Универсиады 2007 года в беге на 5000 метров. Серебряная призёрка чемпионата Европы по кроссу 2008 года и победительница в 2010 году. Победительница полумарафона Great North Run 2009 года.
На Олимпиаде 2008 года выступала в беге на 3000 метров с препятствиями и 5000 метров, но не смогла выйти в финал на обеих дистанциях. На Олимпийских играх 2012 года заняла 7-е место в марафоне, показав время 2:25.11. На чемпионате Европы 2010 года выиграла серебряную медаль на дистанции 10000 м и бронзовую на 5000 м. На чемпионате Европы 2014 года выиграла бронзовую медаль с результатом 2:25.41.
В настоящее время владеет рекордом Португалии в беге на 3000 метров с препятствиями — 9.18,54.

## Сезон 2014
2 февраля заняла 4-е место на полумарафоне Маругаме с результатом 1:11.56.